# Lễ nhậm chức của Donald Trump
Lễ nhậm chức Donald Trump trở thành Tổng thống thứ 45 của Hợp chúng quốc Hoa Kỳ đánh dấu sự khởi đầu nhiệm kỳ kéo dài bốn năm của Donald Trump với vai trò Tổng thống và Mike Pence với vai trò Phó Tổng thống. Một buổi lễ nhậm chức công khai cho công chúng tham gia được tổ chức vào Thứ sáu, ngày 20/1/2017, tại Mặt phía Đông của toà nhà Điện Capitol Hoa Kỳ ở Washington, D.C.

## Diễn biến lễ nhậm chức

### Ngày 19 tháng 1
Các hoạt động chính thức của lễ nhậm chức sẽ bắt đầu từ chiều 19/1.
- 15h: Tổng thống Donald Trump và Phó Tổng thống Mike Pence sẽ tới đặt vòng hoa tại Đài tưởng niệm quốc gia Arlington, thủ đô Washington để tưởng nhớ các binh sĩ đã ngã xuống vì đất nước.[1][2]
- Sự kiện "Voices of the People" (Tiếng nói Nhân dân).' Sự kiện này có sự tham gia của một số đội nghi thức, được tổ chức tại mặt tây nam hồ nước nằm giữa Nhà tưởng niệm Lincoln và Tượng đài Washington.[2]
- 16h: Lễ chào mừng với khẩu hiệu "Đưa nước Mỹ vĩ đại trở lại" (tiếng Anh: Make American Great Again! Welcome) Tổng thống và Phó Tổng thống đắc cử sẽ có phát biểu ngắn tại buổi hòa nhạc bên ngoài Đài tưởng niệm Lincoln. Buổi hòa nhạc sẽ được phát sóng toàn quốc và mở cửa miễn phí tại Washington.[1] Buổi hòa nhạc diễn ra từ 14h đến 16h và kết thúc bằng màn trình diễn pháo hoa.[2]
- 19h30: Tiệc tối trong ánh nến. Tổng thống đắc cử Trump và Phó Tổng thống đắc cử Mike Pence cùng gia đình sẽ có bữa tiệc tối trong lung linh ánh nến tại Washington để cảm ơn các mạnh thường quân đã tài trợ cho lễ nhậm chức.[1]

## Tranh cãi

### Con số tham dự và chỉ trích báo chí
Theo các quan chức địa phương, khoảng 800 tới 900 nghìn người đổ về thủ đô Hoa Kỳ để theo dõi ông Trump nhậm chức. Con số này được coi là ít hơn đáng kể so với khoảng 1,8 triệu người theo dõi buổi lễ tương tự dành cho ông Barack Obama.
Ông Trump khi đến thăm trung ương CIA đã chỉ trích về con số báo chí đưa ra, và cho là nó phải lên đến 1,5 triệu. Trong bài diễn văn, ông nói là mình đang có "chiến tranh" với báo chí. Cho ký giả là những người không thành thật nhất thế giới, họ đã bịa chuyện việc tranh cãi của ông với các cơ quan an ninh. Sean Spicer, phát ngôn viên ông lập lại lời chỉ trích về con số tham dự, cho đó là sai trái và đáng xấu hổ, nói sẽ bắt các phương tiện truyền thông giải thích trong cuộc họp báo đầu tiên. Ông cho đó là số người đông nhất mà đã từng tham dự bất cứ một cuộc tuyên thệ nhậm chức nào.